# Saison 1964-1965 du FC Nantes
Chronologie
Saison précédente Saison suivante
La saison 1964-1965 du FC Nantes est la 22e saison de l'histoire du club nantais. Le club est engagé dans quatre compétitions: Division 1 (2e participation), Coupe de France (22e participation), Coupe Charles Drago (13e participation) et Coupe de la Ligue ancienne formule (2e participation).

## Effectif

### Tableau des transferts
| Nom                 | Nationalité | Poste     | Modalités | Provenance/Destination | Division         |
| ------------------- | ----------- | --------- | --------- | ---------------------- | ---------------- |
| Arrivées            |             |           |           |                        |                  |
| André Castel        | France      | Gardien   |           | AS Cherbourg           | Division 2 (D2)  |
| Georges Grabowski   | France      | Défenseur |           | FC Nantes rés.         | CFA - Ouest (D3) |
| Lionel Lamy         | France      | Milieu    |           | FC Nantes rés.         | CFA - Ouest (D3) |
| Bernard Maligorne   | France      | Milieu    |           | FC Nantes rés.         | CFA - Ouest (D3) |
| Joël Prou           | France      | Attaquant |           | FC Nantes rés.         | CFA - Ouest (D3) |
| Bako Touré          | Mali        | Attaquant |           | FC Nancy               | Division 2 (D2)  |
| Départs             |             |           |           |                        |                  |
| Roger Moine         | France      | Gardien   |           | US Boulogne-sur-Mer    | Division 2 (D2)  |
| Louis Rault         | France      | Défenseur |           | AS Cherbourg           | Division 2 (D2)  |
| Jean-Marie Couronne | France      | Milieu    |           | SO Montpellier         | Division 2 (D2)  |

## Compétitions

### Division 1
| Date                       | Journée | Adversaire               | Lieu | Score | Buteurs du FC Nantes                              | Class. | Affluence |
| -------------------------- | ------- | ------------------------ | ---- | ----- | ------------------------------------------------- | ------ | --------- |
| Samedi 29 août 1964        | J01     | AS Monaco                | Ext. | 1 - 4 | Simon 41e                                         |        | 2.468     |
| Samedi 5 septembre 1964    | J02     | AS Saint-Étienne         | Dom. | 4 - 1 | Muller 3e, Boukhalfa 32e, Simon 34e 68e           | 7      | 11.888    |
| Samedi 12 septembre 1964   | J03     | FC Rouen                 | Dom. | 3 - 0 | Suaudeau 20e, Simon 48e 61e                       | 5      | 9.719     |
| Dimanche 20 septembre 1964 | J04     | Lille OSC                | Ext. | 2 - 2 | Simon 61e, Boukhalfa 83e                          | 5      | 11.846    |
| Samedi 26 septembre 1964   | J05     | Stade français FC        | Dom. | 4 - 2 | Muller 3e, Blanchet 52e, Boukhalfa 69e, Simon 76e | 3      | 14.088    |
| Mercredi 7 octobre 1964    | J06     | FC Girondins de Bordeaux | Ext. | 2 - 2 | Muller 13e 34e                                    | 3      | 10.711    |
| Samedi 10 octobre 1964     | J07     | Nîmes Olympique          | Dom. | 0 - 2 | -                                                 | 4      | 11.007    |
| Dimanche 18 octobre 1964   | J08     | RC Lens                  | Ext. | 3 - 0 | Gondet 10e, Boukhalfa 21e, Blanchet 47e           | 2      | 8.163     |
| Samedi 24 octobre 1964     | J09     | Angers SCO               | Dom. | 2 - 1 | Muller 15e, Simon 90e                             | 1      | 15.645    |
| Vendredi 30 octobre 1964   | J10     | Toulouse FC              | Ext. | 0 - 3 | -                                                 | 3      | 9.355     |
| Dimanche 8 novembre 1964   | J11     | RC Strasbourg            | Dom. | 3 - 2 | Gondet 3e, Simon 25e, Le Chenadec 81e             | 1      | 9.010     |
| Dimanche 15 novembre 1964  | J12     | US Valenciennes-Anzin    | Ext. | 1 - 2 | Prou 13e                                          | 4      | 9.129     |
| Dimanche 22 novembre 1964  | J13     | Stade rennais UC         | Dom. | 2 - 3 | Simon 43e, Santos 77e                             | 7      | 14.298    |
| Dimanche 29 novembre 1964  | J14     | FC Sochaux-Montbéliard   | Ext. | 1 - 2 | Blanchet 18e                                      | 7      | 6.201     |
| Dimanche 6 décembre 1964   | J15     | UA Sedan Torcy           | Dom. | 2 - 2 | Simon 79e, Santos 85e                             | 5      | 10.807    |
| Dimanche 13 décembre 1964  | J16     | Olympique lyonnais       | Ext. | 1 - 1 | Le Chenadec 29e                                   | 5      | 12.800    |
| Dimanche 20 décembre 1964  | J17     | SC Toulon                | Dom. | 5 - 1 | Simon 17e 40e, Santos 34e, Boukhalfa 65e 80e      | 6      | 8.481     |
| Dimanche 3 janvier 1965    | J18     | AS Saint-Étienne         | Ext. | 0 - 2 | -                                                 | 5      | 6.923     |
| Dimanche 10 janvier 1965   | J19     | FC Rouen                 | Ext. | 3 - 1 | Blanchet 2e 83e, Simon 69e                        | 4      | 10.060    |
| Dimanche 24 janvier 1965   | J20     | Lille OSC                | Dom. | 1 - 1 | Simon 17e                                         | 4      | 12.751    |
| Mercredi 3 février 1965    | J21     | Stade français FC        | Ext. | 1 - 1 | Simon 25e                                         | 6      | 7.938     |
| Dimanche 7 février 1965    | J22     | FC Girondins de Bordeaux | Dom. | 2 - 0 | Blanchet 43e, Simon 89e                           | 5      | 14.600    |
| Samedi 20 février 1965     | J23     | Nîmes Olympique          | Ext. | 3 - 0 | Santos 40e, Simon 54e 84e                         | 4      | 3.411     |
| Dimanche 28 février 1965   | J24     | RC Lens                  | Dom. | 1 - 1 | Simon 89e 89e                                     | 3      | 12.106    |
| Dimanche 14 mars 1965      | J25     | Angers SCO               | Ext. | 2 - 2 | Blanchet 2e, Boukhalfa 42e                        | 3      | 9.810     |
| Dimanche 21 mars 1965      | J26     | Toulouse FC              | Dom. | 4 - 0 | Santos 29e 41e 55e, Le Chenadec 62e               | 2      | 9.587     |
| Samedi 27 mars 1965        | J27     | US Valenciennes-Anzin    | Dom. | 1 - 0 | Santos 26e                                        | 1      | 14.544    |
| Samedi 10 avril 1965       | J28     | Stade rennais UC         | Ext. | 0 - 4 | -                                                 | 1      | 11.966    |
| Mercredi 21 avril 1965     | J29     | FC Sochaux-Montbéliard   | Dom. | 3 - 0 | Simon 54e 55e, Santos 69e                         | 2      | 11.102    |
| Samedi 24 avril 1965       | J30     | UA Sedan Torcy           | Ext. | 2 - 2 | Simon 54e, Suaudeau 68e                           | 1      | 6.953     |
| Mercredi 5 mai 1965        | J31     | RC Strasbourg            | Ext. | 1 - 1 | Suaudeau 87e                                      | 2      | 22.226    |
| Samedi 8 mai 1965          | J32     | Olympique lyonnais       | Dom. | 3 - 0 | Guillot 38e 81e 83e                               | 1      | 17.757    |
| Dimanche 16 mai 1965       | J33     | SC Toulon                | Ext. | 1 - 0 | Gondet 86e                                        | 1      | 4.432     |
| Dimanche 30 mai 1965       | J34     | AS Monaco                | Dom. | 2 - 1 | Simon 9e, Muller 14e                              | 1      | 20.092    |

### Coupe de France
| Date                     | Tour                     | Adversaire               | Niveau | Lieu   | Score      | Buteurs du FC Nantes                             | Affluence |
| ------------------------ | ------------------------ | ------------------------ | ------ | ------ | ---------- | ------------------------------------------------ | --------- |
| Dimanche 17 janvier 1965 | 1/32e de finale          | FC Girondins de Bordeaux | D1     | Neutre | 3 - 2      | Baudet 37e (csc), Le Chenadec 53e, Boukhalfa 64e | 14.169    |
| Dimanche 14 février 1965 | 1/16e de finale          | Lille OSC                | D1     | Neutre | 2 - 2 a.p. | Le Chenadec 62e, Simon 118e                      | 15.658    |
| Dimanche 24 février 1965 | 1/16e de finale (rejoué) | Lille OSC                | D1     | Neutre | 3 - 0      | Simon 32e 67e 88e                                | 16.941    |
| Dimanche 16 mars 1965    | 1/8e de finales          | Stade français FC        | D1     | Neutre | 1 - 3 a.p. | Simon 21e                                        | 8.231     |

### Coupe Charles Drago
| Date                   | Tour          | Adversaire               | Niveau | Lieu | Score      | Buteurs du FC Nantes                               | Affluence |
| ---------------------- | ------------- | ------------------------ | ------ | ---- | ---------- | -------------------------------------------------- | --------- |
| Dimanche 4 avril 1965  | 3e tour       | Lille OSC                | D1     | Ext. | 5 - 3      | Suaudeau 40e, Guillot 58e (pen.) 68e, Prou 81e 86e | 3.014     |
| Vendredi 16 avril 1965 | 4e tour       | FC Rouen                 | D1     | Ext. | 3 - 0 a.p. | Santos 112e, Gondet 115e, Guillot 118e             | 3.842     |
| Mercredi 12 mai 1965   | 1/4 de finale | FC Girondins de Bordeaux | D1     | Ext. | 2 - 4 a.p. |                                                    |           |

### Coupe de la Ligue (ancienne formule)
| Date | Tour | Adversaire               | Niveau | Lieu | Score | Buteurs du FC Nantes | Affluence |
| ---- | ---- | ------------------------ | ------ | ---- | ----- | -------------------- | --------- |
|      | J01  | FC Girondins de Bordeaux | D1     | Ext. | 2 - 3 |                      |           |
|      | J02  | Limoges FC               | D2     | Ext. | 1 - 1 |                      |           |
|      | J03  | FC Girondins de Bordeaux | D1     | Dom. | 4 - 0 |                      |           |
|      | J04  | Stade rennais UC         | D1     | Dom. | 2 - 1 |                      |           |
|      | J05  | Limoges FC               | D2     | Dom. | 3 - 0 |                      |           |
|      | J06  | Stade rennais UC         | D1     | Ext. | 2 - 2 |                      |           |

| Rang | Équipe                   | Pts | J | G | N | P | Bp | Bc | Diff |  | Résultats (▼ dom., ► ext.) | FCN | LFC | GB  | SR  |
| ---- | ------------------------ | --- | - | - | - | - | -- | -- | ---- |  | -------------------------- | --- | --- | --- | --- |
| 1    | FC Nantes                | 8   | 6 | 3 | 2 | 1 | 14 | 7  | +7   |  | FC Nantes                  |     | 3-0 | 4-0 | 2-2 |
| 2    | Limoges FC (D2)          | 7   | 6 | 2 | 3 | 1 | 7  | 8  | -1   |  | Limoges FC (D2)            | 1-1 |     | 2-2 | 2-1 |
| 3    | FC Girondins de Bordeaux | 5   | 6 | 1 | 3 | 2 | 5  | 11 | -6   |  | FC Girondins de Bordeaux   | 3-2 | 0-0 |     | 0-0 |
| 4    | Stade rennais UC         | 4   | 6 | 1 | 2 | 3 | 8  | 8  | 0    |  | Stade rennais UC           | 2-2 | 1-2 | 3-0 |     |

| Date                      | Tour                   | Adversaire            | Niveau | Lieu   | Score | Buteurs du FC Nantes                 | Affluence |
| ------------------------- | ---------------------- | --------------------- | ------ | ------ | ----- | ------------------------------------ | --------- |
| Mercredi 9 septembre 1964 | 1/4 de finale - aller  | Nîmes Olympique       | D1     |        | 1 - 1 |                                      |           |
| Mercredi 14 octobre 1964  | 1/4 de finale - retour | Nîmes Olympique       | D1     |        | 4 - 3 |                                      |           |
| Mercredi 4 novembre 1964  | 1/2 finale - aller     | US Valenciennes-Anzin | D1     |        | 2 - 1 |                                      |           |
| Mercredi 25 novembre 1964 | 1/2 finale - retour    | US Valenciennes-Anzin | D1     |        | 3 - 0 |                                      |           |
| Dimanche 2 mai 1965       | Finale                 | SC Toulon             | D1     | Neutre | 4 - 1 | Simon 9e, Gondet 50e 55e, Muller 86e | 4.249     |

## Statistiques

### Statistiques collectives
| Compétition         | Débute au tour  | Termine        | Matches joués | Gagnés | Nuls | Perdus | Buts pour | Buts contre | Différence |
| ------------------- | --------------- | -------------- | ------------- | ------ | ---- | ------ | --------- | ----------- | ---------- |
| Division 1          | -               | Champion       | 34            | 16     | 11   | 7      | 66        | 45          | +21        |
| Coupe de France     | 1/32e de finale | 1/8e de finale | 4             | 2      | 1    | 1      | 9         | 7           | +2         |
| Coupe Charles Drago | 3e tour         | 1/4 de finale  | 3             | 2      | 0    | 1      | 10        | 7           | +3         |
| Coupe de la Ligue   | Phase de poule  | Vainqueur      | 11            | 7      | 3    | 1      | 28        | 13          | +15        |
| Total               | -               | -              | 52            | 27     | 15   | 10     | 113       | 72          | +41        |

### Buteurs
| Rang | No. | Pos. | Nat. | Nom                  | Buts |
| ---- | --- | ---- | ---- | -------------------- | ---- |
| 1    |     | A    |      | Jacky Simon          | 24   |
| 2    |     | A    |      | Rafael Santos        | 9    |
| 3    |     | A    |      | Bernard Blanchet     | 7    |
|      |     | A    |      | Sadek Boukhalfa      | 7    |
| 5    |     | M    |      | Ramon Muller         | 6    |
| 6    |     | A    |      | Philippe Gondet      | 3    |
| 6    |     | A    |      | Jean Guillot         | 3    |
| 6    |     | D    |      | Gilbert Le Chenadec  | 3    |
| 6    |     | M    |      | Jean-Claude Suaudeau | 3    |
| 10   |     | A    |      | Joël Prou            | 1    |
|      |     |      |      | TOTAUX               | 66   |

| Rang | No. | Pos. | Nat. | Nom                 | Buts |
| ---- | --- | ---- | ---- | ------------------- | ---- |
| 1    |     | A    |      | Jacky Simon         | 5    |
| 2    |     | D    |      | Gilbert Le Chenadec | 2    |
| 3    |     | A    |      | Sadek Boukhalfa     | 1    |
| 4    |     |      |      | csc                 | 1    |
|      |     |      |      | TOTAUX              | 9    |

| Rang | No. | Pos. | Nat. | Nom                  | Buts |
| ---- | --- | ---- | ---- | -------------------- | ---- |
| 1    |     | A    |      | Jean Guillot         | 2    |
|      |     | A    |      | Joël Prou            | 2    |
| 3    |     | A    |      | Philippe Gondet      | 1    |
|      |     | A    |      | Rafael Santos        | 1    |
|      |     | M    |      | Jean-Claude Suaudeau | 1    |
|      |     |      |      | Indéterminé          | 2    |
|      |     |      |      | TOTAUX               | 10   |

| Rang | No. | Pos. | Nat. | Nom                   | Buts |
| ---- | --- | ---- | ---- | --------------------- | ---- |
| 1    |     | A    |      | Philippe Gondet       | 2    |
|      |     | A    |      | Ramon Muller          | 1    |
|      |     | A    |      | Jacques "Jacky" Simon | 1    |
|      |     |      |      | Indéterminé           | 24   |
|      |     |      |      | TOTAUX                | 10   |